# 2000年夏季残疾人奥林匹克运动会巴布亚新几内亚代表团
2000年夏季残疾人奥林匹克运动会巴布亚新几内亚代表团是巴布亚新几内亚派出的2000年夏季残疾人奥林匹克运动会代表团。未获得奖牌。